# Fluorescenční mikroskop

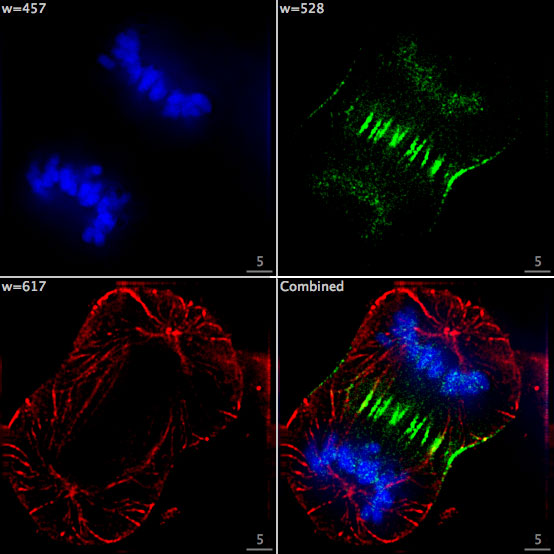
Fluorescenční mikroskop je nepostradatelným přístrojem pro buněčnou biologii. Na fotografii je dělící se buňka, jejíž DNA byla obarvena pomocí fluorescenční molekuly DAPI (na obrázku vyznačeno modře), obdobně jsou obarveny buněčné bílkoviny INCENP (na obrázku zeleně) a tubulin (na obrázku červeně)

Fluorescenční mikroskop je světelný mikroskop umožňující detekci a pozorování fluoreskujících látek ve vzorku. Fluorescence vzniká ozářením vzorku zářením o patřičné vlnové délce, což vede k vybuzení molekul fluorescenční látky (fluoroforu) a k následnému návratu na původní energetickou hladinu za současného vyzáření fotonů světla. Fluorescenční mikroskopie je v současnosti jednou ze základních metod zkoumání mikrosvěta v experimentální biologii.
První tzv. epifluorescenční mikroskopy byly sestaveny na počátku 20. století a v modernizované podobě se stále používají. Postupně prošly značným vývojem a vznikly nové a dokonalejší typy těchto mikroskopů (konfokální, dvoufotonový, superrezoluční). Základní stavba fluorescenčního mikroskopu však zůstává stejná – využívá dostatečně silného zdroje světla, kterým se osvěcuje vzorek a výsledná fluorescence je následně optickou cestou poslána na detektor. Bylo vyvinuto mnoho způsobů, jak fluorescenční látky (fluorofory) do biologických preparátů dostat a například pomocí nich specificky označit konkrétní bílkoviny.

## Historie výzkumu

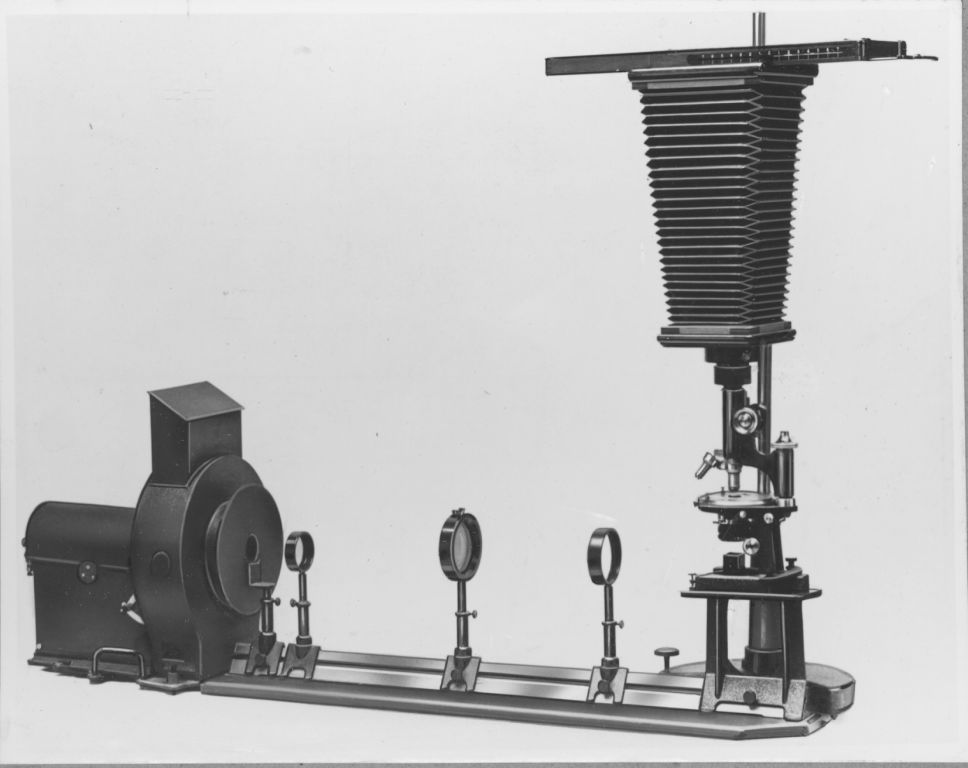
Jeden z prvních návrhů fluorescenčního mikroskopu od Köhlera a Siedentopfa – z roku 1908

Fluorescence jako jev byla pojmenována Georgem Stokesem v roce 1852 a v průběhu 19. století byla předmětem čilého výzkumu. Již Stokes si však povšiml, že vyzářené (emitované) fluorescenční světlo má vždy delší vlnovou délku, než prvotní excitační paprsek, který byl na vzorek aplikován. Právě tohoto jevu využívá fluorescenční mikroskop – první takový přístroj sestavili August Köhler a Henry Siedentopf v roce 1908. Jejich mikroskop byl schopen excitovat vzorek v ultrafialové oblasti (275 nm) a Köhler se Siedentopfem tak byli schopni pozorovat fluorescenci DNA v jádře. Překážku však představoval poměrně slabý zdroj UV záření. Heinrich Lehmann v roce 1910 nahradil primitivní kadmiové jiskřiště obloukovou lampou a vyvinul promyšlené filtry sloužící k izolaci ultrafialových vlnových délek. První komerční fluorescenční mikroskopy začali záhy prodávat Carl Reichert z Vídně a Carl Zeiss z Jeny.

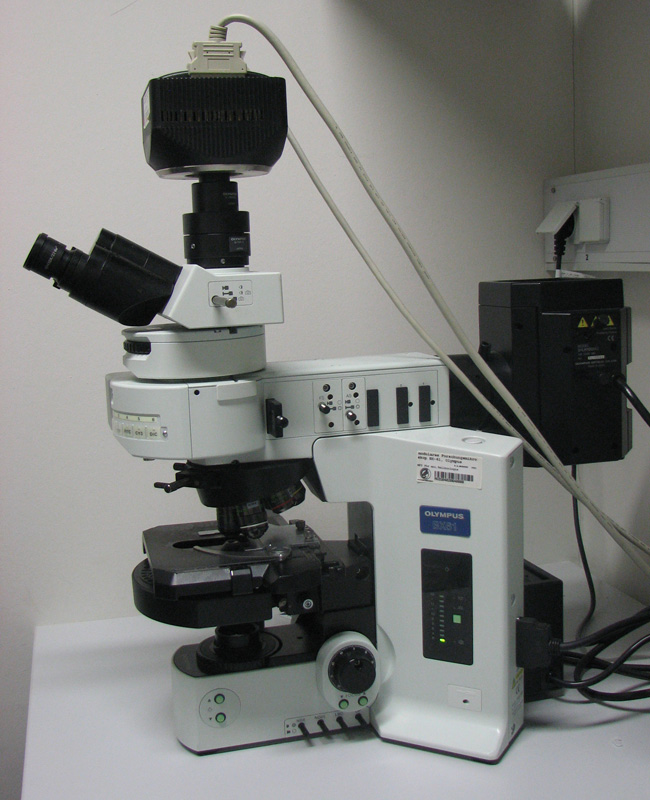
Moderní fluorescenční mikroskop (Olympus BX61)

Dalších téměř padesát let pak fluorescenční mikroskopy neprocházely výraznějšími konstrukčními změnami. Byly však vyvíjeny nové fluorofory – místo původní autofluorescence DNA a některých dalších látek v tkáních se postupně přešlo na různé fluorochromy, tedy více či méně specifická barviva jako např. fluorescein či akridinové pigmenty. V roce 1941 tým Alberta Coonse připojil fluorescein na molekulu protilátky a položil tak základ pro specifické barvení, tedy imunofluorescenci. V průběhu druhé poloviny 20. století došlo k dalším konstrukčním vylepšením; vznikl takto konfokální mikroskop schopný snímat velmi tenký optický řez. Jedním z přístupů, jak docílit takového zobrazení, je Nipkowův kotouč, rotující disk opatřený množstvím otvorů; druhým přístupem je konfokální laserový skenovací mikroskop. V roce 1990 byl publikován vynález vícefotonového mikroskopu umožňujícího hluboký průnik do pozorovaného vzorku a dokonalejší trojrozměrné snímání. Přibližně od 80. let 20. století se také objevuje celá řada fluorescenčních mikroskopů, které si kladou za cíl překonat difrakční limit světla a zvýšit tak laterální rozlišení pod cca ~200 nm. Tato tzv. mikroskopie vysokého rozlišení (superrezoluce) představuje jeden z hlavních směrů současného bádání na poli fluorescenčních mikroskopů.

## Princip

Absorpční spektrum a emisní spektrum nejsou totožné, emise je vždy posunuta do vyšších vlnových délek. Tento jev se označuje jako Stokesův posun.

Fluorescenční mikroskop je v základní podobě vlastně světelný mikroskop uzpůsobený na snímání fluorescenčního signálu. Úkolem celého přístroje je vytvořit dostatečně silné záření, osvítit jím (a excitovat – „vybudit“) vzorek a následně snímat (ve srovnání s excitačním zářením nepoměrně slabou) fluorescenci vzorku. Dá se tak říct, že fluorescenční mikroskopie je jediný druh mikroskopování, kdy se snímá světlo vzniklé ve vzorku samotném. Do lidského oka či na povrch jiného detektoru dopadá jen fluorescence, vzniklá vyzářením ze vzorku; díky tomu se obraz jeví jako velmi kontrastní. Základní obraz z fluorescenčního mikroskopu je tvořen oblastmi fluorescenčního signálu na velmi černém pozadí.
Tento typ mikroskopu je samozřejmě použitelný pro snímání těch vzorků, u nichž můžeme měřit fluorescenci. Fluorescenční mikroskop umožňuje pohled dovnitř buněk, kde se přirozeně řada (auto)fluorescenčních molekul nachází. Patří k nim např. chlorofyl, lignin nebo NADH. Ty lze při patřičných vlnových délkách snímat v buňkách bez jakéhokoliv dalšího zásahu. Podobně v geologickém výzkumu a praxi se pomocí fluorescenčního mikroskopu snímají různé fluoreskující minerály či kontaminanty ve vzorcích hornin. V biologii dnes však fluorescenční mikroskop nachází největší využití zejména při snímání buněk, které byly nějakým způsobem označeny molekulami schopnými fluoreskovat. Ve všech případech nicméně platí, že se vzorky nejprve osvítí fluorescenčním světlem, aby došlo k absorpci částic světla (fotonů) molekulami fluorescenčních látek (fluoroforů). Tím dojde k excitaci (vybuzení) těchto molekul do vysokoenergetického stavu a záhy k opětovnému vyzáření (emisi) fotonů z takto vybuzených molekul. Tím se molekuly zbaví přebytečné energie a vrátí se do klidového stavu. Během vzniku fluorescence je však část energie ztracena; proto platí, že emitovaný foton má vždy nižší frekvenci (a tedy nižší energii a vyšší vlnovou délku), než původní absorbovaný foton. Proto je emisní spektrum vůči spektru excitačnímu posunuto do vyšších vlnových délek.

## Konstrukce
|  | Mezi důležité součásti fluorescenčního mikroskopu patří: - Zdroj světla – silný zdroj, z něhož je následně možné odfiltrovat úzké rozmezí vlnových délek, a takto filtrovaný svazek je stále dostatečně silný, aby byl schopen dostatečně excitovat vzorek. - Systém několika filtrů – středobodem fluorescenčního mikroskopu je často excitační filtr, dichroické zrcadlo a emisní filtr. Společně zajišťují, aby se ze světelného zdroje vybralo požadované rozmezí vlnových délek, dopadlo na vzorek a vyvolané fluorescenční světlo (neznečištěné světlem ze zdroje) dopadlo na detektor. - Objektiv – kvalitní objektivy s dostatečnou numerickou aperturou, užívané na bázi olejové imerze a vyrobené ze skla s minimální autofluorescencí. Díky takovým objektivům je možné zachytit vysoké procento fluorescence vzorku. Objektivy jsou přitom umístěny tak, aby jimi procházel nejen fluorescenční signál ze vzorku, ale i excitační světlo ze zdroje, tedy vlastně z opačného směru. Objektiv tedy pracuje nejen jako zvětšovací optika, ale i jako kondenzor, soustřeďující paprsky ze zdroje do vzorku. |

### Zdroj světla
Nejběžnějším zdrojem světla ve fluorescenčních mikroskopech jsou fluorescenční lampy čili výbojky. Často se používá rtuťová výbojka o výkonu 100 W nebo xenonová výbojka 75 W. Světlo vytvářené těmito zdroji má spojité spektrum, nicméně rtuťová výbojka má v rámci spektra pět jasně definovaných maxim. Obecně se nedá říci, která výbojka je lepší, protože se jejich schopnost vyvolat fluorescenci odvíjí od konkrétního fluoroforu. Rtuťová výbojka je např. lepší na excitaci DAPI a Hoechst barviv, xenonová lampa je preferována třeba pro zelené fluorescenční látky jako fluorescein; záleží hlavně na tom, zda se excitační spektrum fluoreoforu překrývá s jedním z maxim rtuťové výbojky (pak umožňuje rtuťová výbojka intenzívnější fluorescenci). Především v pokročilých fluorescenčních mikroskopech se jako zdroj světla používají lasery, zejména argonový nebo helium-neonový. Tyto lasery představují vlastně monochromatické paprsky s několika dobře definovanými a intenzívními spektrálními čarami na konkrétních vlnových délkách světla. Velmi kvalitním zdrojem světla pro fluorescenční mikroskopii jsou dále LED diody.

### Filtry a zrcadla
Důležitou složkou fluorescenčního mikroskopu jsou různé optické filtry a zrcadla, které propouští či naopak odráží jen vybrané světlo s požadovanými vlastnostmi, zejména intenzitou a vlnovou délkou. Zcela nepostradatelným zařízením je dichroické zrcadlo, které odděluje excitační paprsek od emise (fluorescence vzorku). Každé dichroické zrcadlo odráží krátkovlnnější záření ze zdroje a přitom k detektoru propouští dlouhovlnnější záření emitované ze vzorku. Ke každému dichroickému zrcadlu ještě zpravidla přísluší sada excitačních a emisních interferenčních filtrů, navržených pro konkrétní fluorofor nebo skupinu fluoroforů. Excitační filtry umožňují selekci vlnové délky světla přicházejícího ze zdroje, emisní filtry umožňují odfiltrovat nežádoucí složky záření ze světla, jež přichází od vzorku. Při snímání je možné přepínat mezi jednotlivými filtry, a tak si vybírat, který fluorofor se v danou chvíli bude snímat.
Stavba moderních fluorescenčních mikroskopů je velmi komplikovaná a přístroje ve vyšších cenových kategoriích jsou sofistikovaným systémem optických i elektronických zařízení. Mnohé další součásti jsou přítomny u speciálních typů fluorescenčního mikroskopu, jako je konfokální mikroskop či mikroskopy vysokého rozlišení (tzv. superrezoluční).

### Detektor
Nejjednodušším detektorem fluorescenčního signálu je lidské oko, sledující obraz skrz okuláry. Někdy je však signál pro lidské oko příliš slabý či v části spektra, kde je oko málo citlivé (to se týká například fluorescenčního signálu téměř infračerveného cy5 pigmentu).). V praxi fluorescenční mikroskopy nejčastěji disponují připojenou CCD kamerou schopnou pořizovat (zpravidla černobílé) snímky s libovolnou expoziční dobou. U konfokálního mikroskopu, který vytváří fluorescenční signál o nižší intenzitě, je častěji volen fotonásobič schopný zesílit příchozí signál.

## Pokročilé fluorescenční mikroskopy

### Konfokální mikroskopie

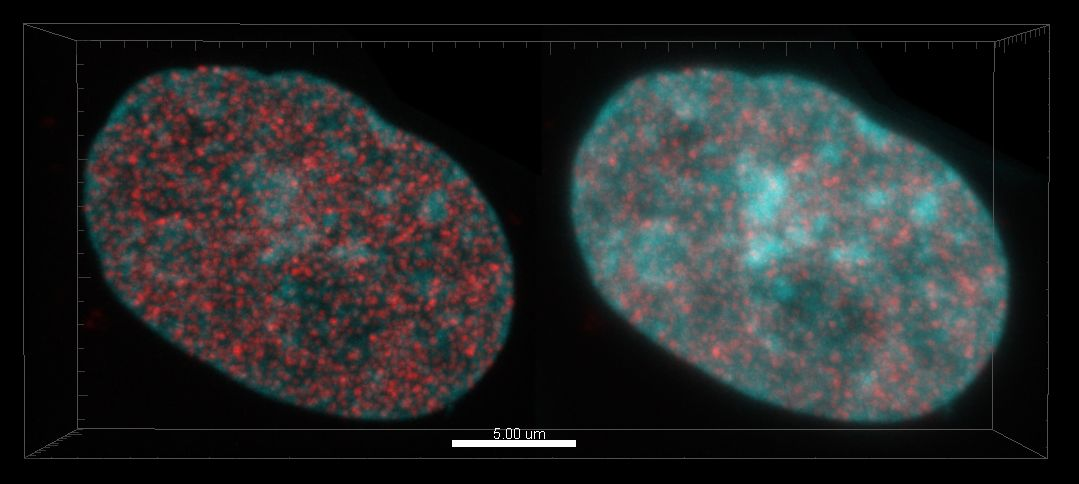
Srovnání konfokálního (vlevo) a nekonfokálního (vpravo) zobrazení. Patrné je zvýšení rozlišení v konfokálním mikroskopu.

Konfokální mikroskopy umožňují zaostřit na vybranou optickou rovinu vzorku a snímat tedy obraz pouze z této roviny. Světlo přicházející z rovin před a za rovinou ostrosti není k detektoru propuštěno. To je zajištěno konstrukcí konfokálního mikroskopu. Světlo ze zdroje prochází první clonkou (angl. „pinhole“) a je zaostřeno kondenzorem na vzorek. Fluorescence vycházející ze vzorku vstupuje do objektivu a je jím zaostřena do druhé clonky; pouze fluorescence z optické roviny, na níž je zaostřeno, se nechá projít druhou clonkou a je jí umožněno dopadnout na detektor. Konfokální mikroskop takto snímá obraz bod po bodu a bylo vyvinuto několik způsobů, jak toto „skenování“ vzorku zajistit. Typický je v tomto ohledu laserový skenovací konfokální mikroskop, používají se však i skenovací metody na bázi Nipkowova kotouče.

### Dvoufotonovová mikroskopie
Dvou– či dokonce multi–fotonové fluorescenční mikroskopy využívají skutečnosti, že fluorescenci požadované fluorescenční látky je možno vyvolat nejen jedním fotonem o požadované vlnové délce, ale také dvěma zároveň absorbovanými fotony o vlnové délce dvojnásobné, či třemi zároveň absorbovanými fotony o trojnásobné vlnové délce. Absorpce několika fotonů zároveň je za normálních okolností velmi nepravděpodobná a dojde k ní jen za použití velmi silných a nákladných laserů a navíc jen v rovině ostrosti (kde je intenzita laseru nejvyšší). To je však výhodné, neboť k fluorescenci dochází pouze v tenké optické rovině, a tak se dvoufotonový mikroskop chová vlastně jako konfokální. Tím, že je excitována vždy pouze tenká optická rovina, navíc nedochází k takovému fotovybělování vzorku. Díky použití fotonů o vysokých vlnových délkách (vlastně téměř infračervených fotonů) navíc světlo snadno proniká i velmi hluboko do vzorku.

### Mikroskopie vysokého rozlišení

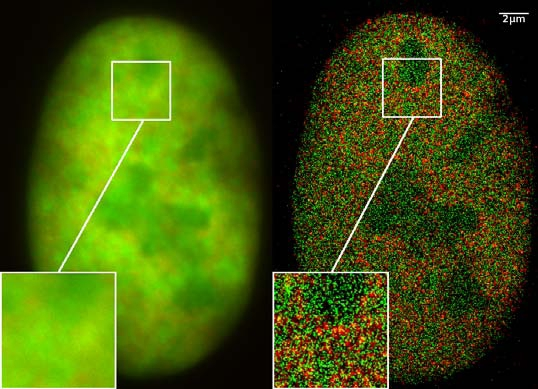
Srovnání jádra (značeného dvěma různými fluorofory) při pozorováním běžným epifluorescenčním mikroskopem (vlevo) a superrozlišovacím mikroskopem na bázi lokalizační mikroskopie (vpravo). Superrezoluce umožňuje vznik velmi detailních obrázků.

Mikroskopie vysokého rozlišení (superrezoluce) či též nanoskopie je zastřešující označení pro skupinu nepříbuzných metod, jež usilují o zvýšení rozlišení a prolomení difrakčního limitu. Ten v rovině pozorovaného objektu činí přibližně 200 nm (0,2 µm). Někdy se mezi superrezoluční metody počítá i konfokální a dvoufotonový mikroskop, u nich však zlepšení rozlišení je jen omezené. Mezi současné superrezoluční mikroskopy patří přístroje založené na zaostření laserového paprsku do velmi malých částí vzorku (4Pi mikroskopie, STED a další), mikroskopy využívající strukturované osvícení (např. SIM) a tzv. lokalizační mikroskopy umožňující přesně nalézt polohu jednotlivých bodových zdrojů ve vzorku (např. FPALM, PALM, STORM mikroskopy).

## Příprava vzorku
Nejčastějším typem vzorku pro fluorescenční mikroskop jsou v současnosti biologické preparáty, zejména různé buněčné preparáty, histologické řezy či dokonce celá těla. S výjimkou několika zvláštních případů však nejsou biomolekuly v buňkách přirozeně fluorescenční (nemohou sloužit jako fluorofory). Proto je zpravidla potřeba se vzorky určitým způsobem manipulovat, aby jejich části fluoreskovat začaly. Preparáty je následně možno pozorovat jak živé a v jejich přirozeném prostředí, tak mrtvé – v druhém případě jsou obvykle zafixovány vhodným činidlem.
Existuje široké spektrum možností, jak v buňkách označit specifické struktury fluorescenčními barvivy. Jednou z nich jsou protilátky, schopné specificky se navázat na konkrétní buněčné bílkoviny či struktury. Molekuly těchto protilátek jsou chemicky spojeny (konjugovány) s fluorescenčními pigmenty; metoda se označuje jako imunofluorescence. Byly vyvinuty i různé fluorescenční sondy a biosenzory – jsou schopné se například specificky navázat na konkrétní buněčné organely (např. lysotracker – váže se na lysozomy). Další široce používanou metodou značení proteinů je zfúzování zájmového proteinu s fluorescenčními proteiny, jako je zelený fluorescenční protein (GFP).

### Stabilita fluoroforů
Intenzivní světlo, které při fluorescenční mikroskopii dopadá na vzorek, je vážným problémem této metody. Vyvolává vznik kyslíkových radikálů, které jsou pro živé vzorky jedovaté. Je nutné omezit světelné osvícení na minimum a případně buňky pozorovat v roztoku obsahujícím antioxidanty a s nízkou koncentrací kyslíku. Mimoto se však mikroskopista potýká i s degradací fluorescenčních látek ve svých vzorcích, tzv. fotovybělením (photobleachingem). Během tohoto procesu vznikají na molekulách fluoroforů reaktivní tripletové stavy vedoucí často k deaktivaci těchto molekul. Fotovybělení postihuje do určité míry všechny živé i mrtvé (fixované) preparáty, zejména pokud jsou vystaveny světlu. Vzorky je nejlepší skladovat v lednici či v mrazicím boxu. Montovací medium, v kterém se vzorky uchovávají a mikroskopují, někdy obsahuje různé „antifade“ látky, které rozpad fluoroforů zpomalují. Pokud fotovybělení klasických fluoroforů představuje nepřekonatelný problém, je možné sáhnout k netypických a vysoce stabilním fluorescenčním částicím, zejména tzv. Quantum dots.